# Asylum (série de televisão)
Asylum foi um sitcom britânico exibido na Paramount Comedy Channel em 1996. A história se passava em um hospício e durou uma temporada com seis episódios. Diferentemente de outros seriados ou programas de comédia na televisão, Asylum foi um tipo de oportunidade para apresentações de comediantes de stand-up, misturado em uma história envolvendo muito humor negro. O seriado é significante por ter envolvido um grande número de comediantes britânicos, muitos dos quais foram trabalhar nos programas de comédia mais famosos da última década. O seriado marcou o primeiro trabalho em equipe entre Edgar Wright, Simon Pegg e Jessica Stevenson, que mais tarde fariam o cult Spaced. Muitos dos nomes dos personagens eram iguais aos dos comediantes que o interpretavam.
David Devant & His Spirit Wife eram a "banda da casa" do seriado, realizando segmentos em todos os episódios, desde seu primeiro álbum, Work, Lovelife, Miscellaneous. A música "Ginger" servia como a música tema de entrada.
O seriado ainda deve ser lançado em DVD; entretanto, os episódios completos podem ser vistos no site de Norman Lovett e tem estado disponível para descarregar em vários clientes BitTorrent.[carece de fontes?]

## Elenco e equipe
Escrito pelo elenco e
- Co-escritor e diretor - Edgar Wright
- Co-escritor - David Walliams

Elenco principal e personagens
- Norman Lovett como Dr Lovett
- Simon Pegg como Simon
- Jessica Stevenson como Martha e Enfermeira McFadden
- Julian Barratt como Julian/Victor Munro
- Paul Morocco como Paul
- Adam Bloom como Adam
- Mick O'Connor como Nobby Shanks

Convidados
- Paul Tonkinson
- John Moloney
- Bill Bailey
- Howard Haigh
- Andy Parsons
- Henry Naylor
- David Walliams